# Бобовые
Бобо́вые (лат. Fabáceae, или Leguminósae), или Мотыльковые (лат. Papilionaceae) — семейство двудольных растений порядка Бобовоцветные. В него входят многолетние и однолетние деревья, кустарники и травы, легко узнаваемые по плодам — бобам и сложным листьям. Это широко распространённое семейство насчитывает около 800 родов и около 23 000 видов, что делает его третьим по богатству видов семейством после Астровых и Орхидных. Это видовое богатство особенно сосредоточено в подсемействах Мимозовые и Мотыльковые, которые содержат около 9,4 % всех видов эвдикотов. По оценкам, около 16 % всех видов деревьев в лесах неотропической зоны являются представителями этого семейства. Семейство Fabaceae также наиболее широко представлено в тропических дождевых и сухих лесах Америки и Африки.
Независимо от существовавших до недавнего времени разногласий по поводу того, следует ли рассматривать Fabaceae как единое семейство, состоящее из трёх подсемейств, или как три отдельных семейства, существует множество информации и доказательств, как молекулярных, так и морфологических, подтверждающих, что бобовые являются единым монофилетическим семейством. Это мнение было подкреплено не только степенью взаимосвязи, которую демонстрируют различные группы внутри семейства, по сравнению с той, которая наблюдается между бобовыми и их ближайшими родственниками, но и всеми последними филогенетическими анализами, основанными на последовательностях ДНК. Эти исследования подтверждают, что бобовые являются монофилетической группой и тесно связаны с семействами Polygalaceae, Surianaceae и Quillajaceae вместе с теми, которые образуют порядок Fabales.
Наряду со злаками и некоторыми тропическими фруктами и корнеплодами, несколько видов бобовых составляли основу питания человека на протяжении тысячелетий, и использование этих бобовых культур было неотъемлемым спутником эволюции человека.

## Общие сведения
Одно из крупнейших семейств цветковых растений. Судя по найденным ископаемым пыльцы и древесины, возникновение семейства датируется рубежом верхнего мела и палеоцена (65 млн лет назад).
Некоторые растения этого семейства являются важными продуктами питания.
Травянистые представители семейства, которые способны фиксировать атмосферный азот (благодаря своему симбиозу с азотфиксирующими бактериями), являются основными растениями, используемыми при рекультивации земель. Играют особую роль в круговороте азота биосферы.
Свыше 50 видов бобовых в России находятся под охраной.

## Биологическое описание
Среди растений семейства имеются деревья, кустарники и полукустарники, травы, лианы (как кустарниковые, так и травянистые).
На корнях у представителей семейства бобовых присутствуют клубеньки (клубеньковые бактерии), которые помогают усваивать им азот, поэтому бобовые содержат много белка.
Листья очерёдные, обычно сложные (пальчатые, перистые, тройчатые) с прилистниками, реже однолисточковые.
Соцветия — конечные или пазушные кисти или головки, реже метёлки или полузонтики.
Цветки часто насекомоопыляемые, обоеполые, с пятичленными чашечкой и венчиком, как правило, двусторонне-симметричные. У типичных бобовых верхний крупный лепесток принято называть флагом (парусом), боковые лепестки — крыльями (вёслами), а два сросшихся или слипшихся нижних — лодочкой. Тычинок обычно десять, сросшихся тычиночными нитями или свободных.
Формула цветка:
{\displaystyle \uparrow Ca_{5}\;Co_{1+2+(2)}\;A_{(9)+1}\;G_{\underline {1}}}
{\displaystyle \uparrow Ca_{5}\;Co_{1,2,(2)}\;A_{{(9),1}or{(10)}or{10}}\;G_{\underline {1}}}
или
{\displaystyle \uparrow Ca_{5}\;Co_{1,2,2}\;A_{(5+4),1}\;G_{\underline {1}}}

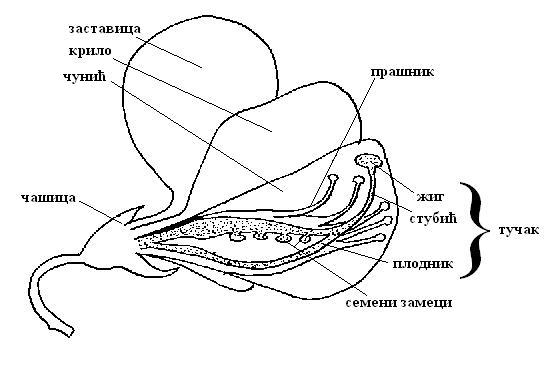
Схема цветка бобовых

Важный отличительный внешний признак — сухой, обычно многосемянный, раскрывающийся двумя створками одногнёздный плод с расположенными в ряд семенами — по-научному называется бобом, но в сельскохозяйственной и популярной литературе — обычно стручком. Боб иногда распадается поперёк на односемянные членики; редко боб односемянный и тогда большей частью не раскрывается. Семена, как правило, без эндосперма с крупными семядолями.

## Систематика
С 1985 года исследованию систематики семейства бобовых посвящена Международная программа создания базы данных и информационной службы по бобовым (International Legume Database and Information Service, ILDIS), базирующаяся в городе Рединг (Великобритания).
По современной классификации (данные сайта WFOPL по состоянию на июнь 2024 года) семейство Бобовые насчитывает 797 родов и 22 886 ботанических видов. В состав семейства включается 6 подсемейств, три из которых выделены в рамках вышеуказанной программы:
- Caesalpinioideae DC.
- Cercidoideae Legume Phylogeny Working Group
- Detarioideae Burmeist.
- Dialioideae Legume Phylogeny Working Group
- Duparquetioideae Legume Phylogeny Working Group
- Papilionoideae DC.

В более ранних классификациях выделялось только три "классических" подсемейства — цезальпиниевые (Caesalpinioideae), мимозовые (Mimosoideae) и мотыльковые (Papilionoideae). Их в свою очередь делят на трибы, выделяя в некоторых подтрибы:
| Цезальпиниевые (Caesalpinioideae) | Мотыльковые (Faboideae) | Мимозовые (Mimosoideae)                                          |
| --- | --- | ---------------------------------------------------------------- |
| - Caesalpinieae — Цезальпиниевые - Cassieae — Кассиевые - Cassiinae - Dialiinae - Duparquetiinae - Cercideae — Багряниковые - Detarieae — Детариевые | - Abreae — Чёточниковые - Amorpheae - Bossiaeeae - Brongniartieae - Cicereae — Нутовые - Crotalarieae - Dalbergieae - Desmodieae - Desmodiinae - Lespedezinae - Dipterygeae - Euchresteae - Fabeae — Бобовые - Galegeae — Козлятниковые - Astragalinae - Galeginae - Glycyrrhizinae - Genisteae — Дроковые - Hedysareae — Копеечниковые - Hypocalypteae - Indigofereae - Loteae — Лядвенцовые - Millettieae - Mirbelieae - Phaseoleae — Фасолевые - Cajaninae - Clitoriinae - Diocleinae - Glycininae - Kennediinae - Ophrestiinae - Phaseolinae - Podalyrieae - Psoraleeae - Robinieae — Робиниевые - Sesbanieae - Sophoreae — Софоровые - Swartzieae - Thermopsideae - Trifolieae — Клеверные | - Acacieae — Акациевые - Ingeae — Инговые - Mimoseae — Мимозовые |

### Значение и применение

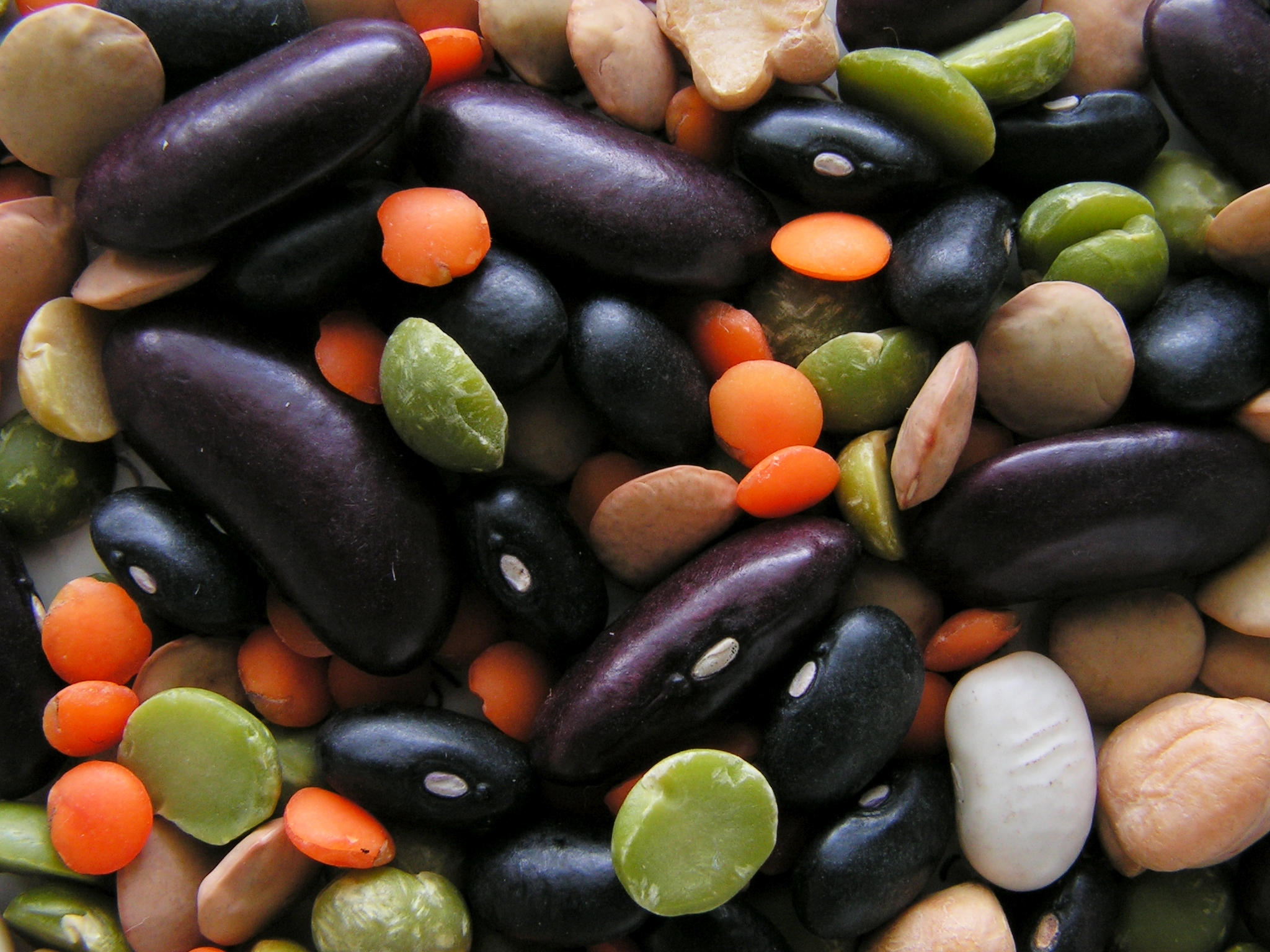
Семена бобовых: горох (зелёные), нут (светло-бежевые шарообразные), фасоль (белые, фиолетовые, чёрные), чечевица (оранжевые и светло-бежевые плоские)

Ряд бобовых издавна культивируются как пищевые растения и получили широкое распространение в сельском хозяйстве, другие известны как декоративные или кормовые растения, некоторые являются источником древесины ценных пород. В садоводстве ценятся душистый горошек, люпин, робиния, карагана, глициния и многие другие.
Бобовые повышают плодородие почвы, поскольку на их корнях селятся клубеньковые бактерии и усваивают атмосферный азот. На полях бобовые иногда используются как зелёное удобрение.
Многие виды — хорошие медоносы (пчеловодами особенно ценятся белая акация, клевер, люцерна, вика, донник, эспарцет).
Некоторые представители семейства Бобовые:
- Abarema — Абарема
- Acacia — Акация
- Anadenanthera — Анаденантера
- Arachis — Арахис
- Astragalus — Астрагал
- Caesalpinia — Цезальпиния
- Caragana — Карагана
- Cicer — Нут
  - Cicer arietinum — Культурный нут
- Dalbergia — Дальбергия
- Glycine — Соя
  - Glycine max — Соевые бобы
- Inga — Инга
- Lathyrus — Чина, включая ранее самостоятельный род Pisum — Горох и распространённую сельскохозяйственную культуру Pisum sativum — Горох посевной
- Lens — Чечевица
  - Lens culinaris — Чечевица пищевая
- Leucaena — Леуцена
- Lupinus — Люпин
- Medicago — Люцерна
- Mimosa — Мимоза
- Onobrychis viciifolia — Эспарцет виколистный
- Phaseolus — Фасоль
  - Phaseolus vulgaris — Фасоль обыкновенная
- Piscidia — Писцидия
- Robinia — Робиния
- Trifolium — Клевер
- Vicia — Горошек, или Вика
  - Vicia faba — Боб садовый
- Vigna radiata — Маш
- Wisteria — Глициния